# کمپری
کمپری (گرجی: ქემფერი) یک روستا در شهرداری خاشوری در استان شیدا کارتلی کشور گرجستان است. این روستا در فاصله ۱۱.۵ کیلومتری خاشوری و ۶.۵ کیلومتری سورامی واقع شده است. این روستا ۸۰۰ متر (۲٬۶۲۵ فوت) بالاتر از سطح آب‌های آزاد است. کمپری بر اساس سرشماری سال ۲۰۱۴ میلادی ۳۵۰ نفر جمعیت داشته است.

## نگارخانه

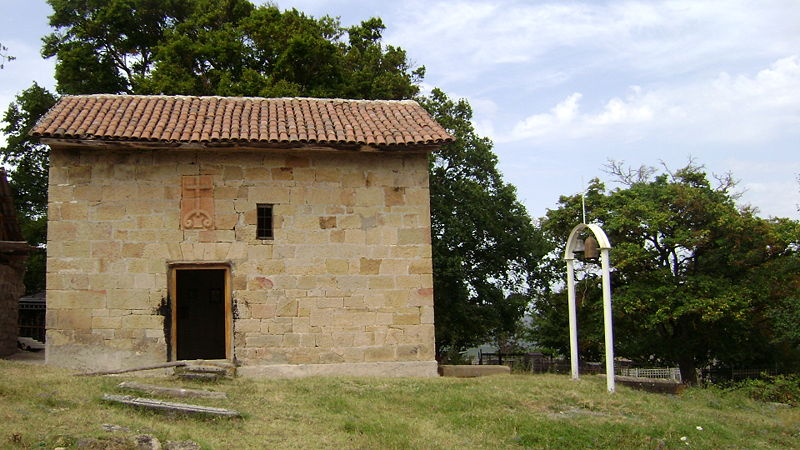
کلیسای جرجیس در روستای کمپری